# Идеальная чашка
Идеальная чашка — петербургская сеть кофеен. Создана в 1998 году при участии шведского капитала (Trigon Capital Group), в 2017 году покинула рынок. В 2006 году оборот компании составил 145,3 млн руб. Первая экспериментальная кофейня «Идеальная чашка» была открыта 22 июля в помещении театра Балтийский дом. Автором идеи была Анна Матвеева, которая вдохновилась американскими кофейнями Starbucks. В 2012 году в сети было 10 точек, к 2016 году их осталось 5. 
В мае 2016 года сеть была выкуплена управляющим новосибирским ООО «Трэвелерс кофе» совместно с другими неназванными инвесторами. По оценкам экспертов, сумма сделки составила порядка 4 миллионов рублей. В 2017 году руководство приняло решение о закрытии бренда. 